# Wapen van Minnertsga

Wapen van Minnertsga

Het wapen van Minnertsga is het dorpswapen van het Nederlandse dorp Minnertsga, in de Friese gemeente Waadhoeke. Het wapen werd in 2003 geregistreerd.

## Beschrijving
De blazoenering van het wapen luidt als volgt:
Gedeeld: I. in blauw een gouden gebonden korenschoof; II. in blauw een paalsgewijs geplaatste zilveren zeehoorn met de punt naar beneden, waaruit drie gouden aren komen; een gouden schildhoofd, beladen met een uitkomende zwarte dubbele adelaar, rood gebekt en getongd; in het blauw een ingedreven gouden punt, beladen met een groene klaver.
De heraldische kleuren zijn: azuur (blauw), goud (goud), zilver (zilver), sabel (zwart), keel (rood) en sinopel (groen).

## Symboliek
- Dubbelkoppige adelaar: ontleend aan het wapen van het geslacht Hermana dat twee stinzen bewoonde in het dorp.[3]
- Korenschoof: overgenomen van het wapen van Barradeel, [3]
- Zeehoorn: afkomstig van het wapen van het Bildt.[3]
- Klaverblad: symbool voor de landbouw.[3]

Het wapen van Barradeel.
Het wapen van het Bildt.

## Zie ook

Vlag van Minnertsga